# John Vallier

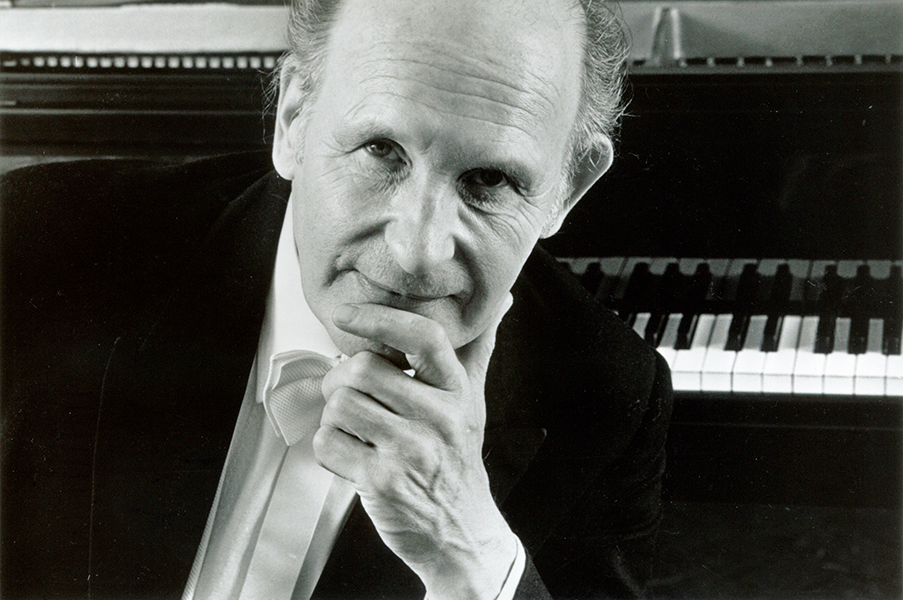
John Vallier

John Vallier (* 1. Oktober 1920 in London; † 11. Juni 1991) war ein englischer Pianist, Komponist, Musikpädagoge und Musikwissenschaftler.

## Leben
John Vallier, Sohn der Pianistin Adela Verne und des Bassisten Jean Vallier, hatte seinen ersten Klavierunterricht bei seiner Tante Mathilde Verne. Als musikalisches Wunderkind trat er vierjährig in der Wigmore Hall auf und gab auch in Südfrankreich Konzerte. Sowohl der Lisztschüler Moritz Rosenthal als auch Alfred Cortot waren beeindruckt von seinem Spiel und sagten ihm eine große Zukunft als Pianist voraus. Von 1936 bis 1939 studierte er in Wien bei Walter Kerschbaumer, einem Schüler von Ferruccio Busoni. Eine geplante Konzertreise in die USA wurde durch den Ausbruch des Zweiten Weltkrieges verhindert. Er wurde dann Soldat und nach einer Schussverletzung im Rang eines Hauptmanns demobilisiert.
In den 1940er und 1950er Jahren trat Vallier häufig in Schulen und Kirchen Großbritanniens für die Workers' Educational Association auf. Mit seiner Mutter spielte er die erste Fernsehaufführung von Mozarts Konzert für zwei Klaviere, ebenso war er der Solist der englischen Erstaufführung von Ernst von Dohnányis zweitem Klavierkonzert. Später wandte er sich der Unterrichtstätigkeit zu und wurde Lehrer am London College of Music.
Vallier galt als Chopin-Experte. Er schrieb Beiträge über dessen Kompositionen, die in der Oxford University Press Chopin Edition erschienen, und spielte Uraufführungen mehrerer damals neu entdeckter Werke des Komponisten. Erst in den 1970er Jahren kehrte er – mit großem Erfolg – auf die Konzertbühne zurück. Sein South Bank Concert mit der Klaviersonate e-Moll von Ignacy Paderewski musste wegen der Warteschlangen am Einlass mit zwanzig Minuten Verspätung beginnen.
Er unternahm dann Konzertreisen durch Südamerika und gab 1983 ein Chopin-Konzert in der New Yorker Carnegie Hall. 1984 wurde bei ihm eine Lungenkrebs-Erkrankung diagnostiziert. Nach Operationen kehre er 1986 nochmals mit einem Auftritt in der Royal Festival Hall auf die Konzertbühne zurück. Als Komponist trat Vallier vor allem mit kleinen Klavierstücken hervor. Sein einziges großes Werk, ein Klavierkonzert in a-Moll, vollendete er zwei Tage vor seinem Tod.

## Quelle
- Keyboard Giants - John Vallier

| Personendaten    | Personendaten                                                         |
| ---------------- | --------------------------------------------------------------------- |
| NAME             | Vallier, John                                                         |
| KURZBESCHREIBUNG | englischer Pianist, Komponist, Musikpädagoge und Musikwissenschaftler |
| GEBURTSDATUM     | 1. Oktober 1920                                                       |
| GEBURTSORT       | London                                                                |
| STERBEDATUM      | 11. Juni 1991                                                         |